# Razlog (obchtina)
Razlog (bulgare : Разлог) est une obchtina de l'oblast de Blagoevgrad en Bulgarie.

## Position géographique, frontières, taille
La commune occupe une partie de la moitié nord du district de Blagoevgrad et avec sa superficie de 506,47 km² occupe la 5ème place parmi les 14 communes du district, ce qui représente 7,85% de la superficie du district. Les limites de la commune sont les suivantes : 
- au nord-ouest – la municipalité de Blagoevgrad ;
- au nord et à l'est – la municipalité de Belitsa ;
- au sud – la municipalité de Bansko ;
- au sud-ouest – la municipalité de Kresna ;

- à l'ouest – la municipalité de Simitli.

## Topographie
La topographie de la commune est très diversifiée, mais majoritairement montagneuse. Ses parties nord et nord-ouest occupent les versants sud-est de la partie sud-ouest de Rila avec le point culminant à 2485 m. Les parties sud-ouest couvrent une partie des pentes nord-est du nord du Pirin, et ici s'élève le sommet de la municipalité : le mont Bayuvi dupki 2821 m. Toute la partie sud est occupée par la moitié nord de la vallée du Razlog, et ici, dans le lit de la rivière Mesta, se trouve le point le plus bas de la commune - 692 m d'altitude. La partie orientale de la municipalité, située à l'est de la vallée de la rivière Mesta (le territoire du village d'Eleshnitsa), se situe dans la chaîne de la colline Dabrash des Rhodopes occidentales, et ici le point culminant est le mont Karakaya avec 1635 m d'altitude.